# دیوارکش
دیوارکش (یا ایکسونامی ۳) مستندی ۹۰ دقیقه‌ای است که «به پرده‌برداری از سیاست‌ها و پشت پرده‌های انتخاباتی پرداخته‌است.» در اردیبهشت ۱۴۰۰ این مستند که دنباله‌ای برای مستند ایکسونامی بود، در قالب طرح «اکران مردمی آنلاین» رونمایی شد. عوامل اصلی این مستند طنز گونه عبارتند از محمدمهدی دزفولی تهیه‌کننده، محسن آقایی کارگردان و نویسنده، مجتبی عمارلو تصویربردار و مجید رستگار تدوینگر. بنابر گفتهٔ عوامل این مستند، در ساخت این مستند تلاش شده از پرداختن تنها به یک جناح خاص جلوگیری شود. افرادی چون ابوالحسن بنی‌صدر، فائزه هاشمی و محمدرضا خاتمی در این مستند حضور پیدا کرده و با افرادی چون وحید یامین‌پور، محسن بدره، عبدالرضا داوری و علی‌اکبر جوانفکر مصاحبه شده‌است. مجموع این افراد به ۱۵ نفر می‌رسد. این مستند در ۲۹ اردیبهشت ۱۴۰۰ در شهر قزوین، ۲۰ خرداد در دانشگاه فردوسی مشهد و در ۲۴ خرداد در دانشگاه علوم پزشکی شیراز به اکران درآمد.
دیوارکش از نخستین مستندهایی محسوب می‌شود که صریحاً به موضوعات جنسی و سیاست در ایران پرداخته‌است.
مراحل پیش‌تولید این مستند از آذر ۱۳۹۸ آغاز شد و تا مهر ۱۳۹۹ ادامه داشت. تولید دیوارکش از آبان ۹۹ کلید خورد و در اردیبهشت ۱۴۰۰ به اتمام رسید. زمان مستند ۱ ساعت و ۲۸ دقیقه است و محسن آقایی به عنوان کارگردان و پژوهشگر آن را روایت می‌کند. از کارهای پیشین محسن آقایی می‌توان به «پرزیدنت آکتور سینما» و ایکسونامی ۱ اشاره کرد.

## موضوع
مستند دیوارکش ترکیبی از ایکسونامی به انضمام گزاره‌های انتخاباتی است که در آن از اثر المان‌های جنسی در عرصه قدرت و سیاست در ایران و دیگر کشورهای جهان گفته شده‌است. به عبارت دیگر، این مستند «ارتباط مسائل جنسی و سوءاستفاده‌هایی که از آن در حوزهٔ انتخابات و کسب رأی در ایران و جهان برای در اختیار درآوردن جامعه صورت می‌گیرد، است». برخی این مستند را دنبالهٔ مستند ایکسونامی ۱ دانسته‌اند. در ایکسونامی ۱ پس از بررسی جریان انقلاب جنسی در آمریکا و جهان، سعی شده با ارائه مستندات، استفادهٔ رسانه‌ها و سیاستمداران از محتوا و نمادهای جنسی برای کسب رأی و رسیدن به قدرت به نمایش گذاشته شود. دیوارکش به سوءاستفاده از موضوعات جنسی در فضای سیاسی ایران پرداخته‌است که از نظر زمانی از انتخابات ۱۳۷۶ و روی کار آمدن اصلاحات بررسی‌های خود را آغاز می‌کند. تفاوت دیوارکش با ایکسونامی ۱ در گفتگو محور بودن آن به جای پژوهش‌محور بودن مستند قبلی است. این مستند را از نظر محتوایی می‌توان به دو بخش تقسیم کرد، البته این مستند برخلاف مستند قبلی بیش از آن که به پژوهش متکی باشد، گفت‌وگو محور است. دیوارکش دو بخش اصلی دارد، بخش نخست به نقد جنسیت‌زدگی ایرانیان می‌پردازد و بخش دوم به جریان انتخابات و سوءاستفاده از موضوعات جنسی توسط سیاستمداران ورود می‌کند.
این مستند را می‌توان از یک منظر، فصلی و موسمی دانست اما از منظری دیگر رویکرد اصلی مستند، می‌تواند در سال‌های آینده هم مورد استفاده قرار بگیرد؛ چرا که امر جنسی قابل سوءاستفاده در عرصه‌های دیگر است.

## انتقادها
به گزارش قدس، عده‌ای دیوارکش را «آگاهی‌بخش و هشداردهنده توصیف کردند و عده‌ای هم ساختارشکن و قبح‌شکن.» برخی دیوارکش را سطحی قلمداد کرده‌اند و برخی هم آن را مستندی اثرگذار توصیف کرده‌اند. محسن مقصودی، مجری برنامه «ثریا» دربارهٔ آن گفته‌است: «پشت صحنه‌ای از بهره‌کشی اصحاب قدرت از مردم با شعارهای زیبا در حوزه آزادی‌های جنسی و چرخش‌های عجیب سیاستمداران برای یک مشت رأی، به ویژه از اواسط مستند به بعد عالی است.» مدیر امور دانشجویی دانشگاه شیراز گفته‌است، این مستند به مبحث بهره‌برداری برخی از جریانات سیاسی از انتخابات در جهان و ایران پرداخته و از این منظر به نقد و بررسی می‌پردازد.
مجید تفرشی سندنگار و پژوهشگر تاریخ، از جمله شخصیت‌هایی بوده که در مستند دیوارکش با او مصاحبه شده‌است. او در نقد این مستند گفته «توقع نداشته باشید که چون در فیلمتان بودم، از فیلم تعریف کنم». تفرشی پس از اشاره به برخورد خوب و رفاقت آمیز مهد دزفولی پس از جلسه‌های تند و تیز گفته‌است، برخی از قسمت‌های مصاحبه با من به دلایل مسائل فنی حذف شده که کاملاً از آنها آگاه بوده‌است. او با اشاره به ریتم تند فیلم به لحاظ ساختاری افزود، «در مستندسازی آثار این چنینی نکته مثبتی است که می‌تواند در مستندسازی ایران تبدیل به مسیر موفقیت‌آمیزی شود، حتی طرح بحث «تندروهای سابق و اصلاح طلبان امروز» هم نکته بسیار خوبی بود.» او دیوارکش را یک عزم جزمی برای تخریب دولت حسن روحانی می‌داند. اینکه تعمدانه برخی تندروهای دهه ۶۰ و ۷۰ نادیده گرفته شده‌اند، مسئلهٔ بعدی برای نقد توسط تفرشی بود تا آنجا که گفته‌است «شاکله فیلم «صرفه‌جویی در راستگویی» است که از بی‌بی‌سی یادگرفته شده و در این فیلم هم ما مانند این رویکرد را می‌بینیم. شاید این فیلم را باید شبکه «من و تو» می‌ساخت!»
لحن طنز و روایت‌گونهٔ مستند از نقاط قوت آن محسوب می‌شود، اما برخی پژوهش‌های انجام شده، این مستند را ضعیف‌تر از مستند ایکسونامی ۱ دانسته‌اند.